# Brasil Ferrovias S/A
O grupo Brasil Ferrovias S/A foi uma empresa ferroviária criada em 2002, a partir da fusão das concessionárias de ferrovias Ferronorte S/A, Ferrovia Novoeste S/A e Ferrovia Bandeirantes S/A, somando nisto a união entre as concessionárias das Malha Norte (Ferronorte), Malha Oeste (Novoeste) e Malha Paulista (Fepasa), que faziam parte da antiga Rede Ferroviária Federal.

## Histórico
Em 2005, a empresa passou por um período de instabilidade financeira. Uma cisão foi executada na Brasil Ferrovias S.A., que compreendeu dois pontos:
- O corredor de bitola larga (1,60 m) da Ferronorte e parte da Ferroban (trechos oriundos da antiga Companhia Paulista de Estradas de Ferro e Araraquarense), continuou sob a denominação Brasil Ferrovias;
- O corredor de bitola métrica (1,00 m) remanescente da Novoeste (antiga Estrada de Ferro Noroeste do Brasil) e de parte da Ferroban (trecho oriundo da antiga ferrovia Sorocabana, compreendido entre as cidades de Mairinque e Bauru), passou a ser denominado Novoeste Brasil.

A ação de cisão fez parte do planejamento para a reestruturação da empresa, cuja falência chegou a ser decretada e posteriormente suspensa.
Em maio de 2006, esta empresa acabou sendo fundida à América Latina Logística (ALL), cuja compra foi feita por meio do processo na troca de ações entre seus controladores, oriundos das companhias que formavam a Brasil Ferrovias S/A e a ALL.